# Episodi di Z Cars (settima stagione)
La settima stagione della serie televisiva Z Cars è stata trasmessa in anteprima nel Regno Unito dalla BBC One tra il 2 agosto 1971 e il 22 agosto 1972.
| nº | Titolo originale                    | Titolo italiano | Prima TV UK       | Prima TV Italia |
| -- | ----------------------------------- | --------------- | ----------------- | --------------- |
| 1  | The Stone Standard (Part 1)         |                 | 2 agosto 1971     |                 |
| 2  | The Stone Standard (Part 2)         |                 | 3 agosto 1971     |                 |
| 3  | The Mystery (Part 1)                |                 | 9 agosto 1971     |                 |
| 4  | The Mystery (Part 2)                |                 | 10 agosto 1971    |                 |
| 5  | Nobody Hit Me (Part 1)              |                 | 16 agosto 1971    |                 |
| 6  | Nobody Hit Me (Part 2)              |                 | 17 agosto 1971    |                 |
| 7  | Dan Dan... (Part 1)                 |                 | 23 agosto 1971    |                 |
| 8  | Dan Dan... (Part 2)                 |                 | 24 agosto 1971    |                 |
| 9  | Funny Fellah                        |                 | 31 agosto 1971    |                 |
| 10 | Who's Your Friend? (Part 1)         |                 | 6 settembre 1971  |                 |
| 11 | Who's Your Friend? (Part 2)         |                 | 7 settembre 1971  |                 |
| 12 | Purely Medicinal Purposes (Part 1)  |                 | 13 settembre 1971 |                 |
| 13 | Purely Medicinal Purposes (Part 2)  |                 | 14 settembre 1971 |                 |
| 14 | Grandstand Finish (Part 1)          |                 | 20 settembre 1971 |                 |
| 15 | Grandstand Finish (Part 2)          |                 | 21 settembre 1971 |                 |
| 16 | Funny Creatures, Women (Part 1)     |                 | 27 settembre 1971 |                 |
| 17 | Funny Creatures, Women (Part 2)     |                 | 28 settembre 1971 |                 |
| 18 | The Dirty Job (Part 1)              |                 | 4 ottobre 1971    |                 |
| 19 | The Dirty Job (Part 2)              |                 | 5 ottobre 1971    |                 |
| 20 | Ding Dong (Part 1)                  |                 | 11 ottobre 1971   |                 |
| 21 | Ding Dong (Part 2)                  |                 | 12 ottobre 1971   |                 |
| 22 | Intrusion (Part 1)                  |                 | 18 ottobre 1971   |                 |
| 23 | Intrusion (Part 2)                  |                 | 19 ottobre 1971   |                 |
| 24 | Not Often We Have Visitors (Part 1) |                 | 25 ottobre 1971   |                 |
| 25 | Not Often We Have Visitors (Part 2) |                 | 26 ottobre 1971   |                 |
| 26 | Contact Man (Part 1)                |                 | 1º novembre 1971  |                 |
| 27 | Contact Man (Part 2)                |                 | 2 novembre 1971   |                 |
| 28 | Take Away (Part 1)                  |                 | 8 novembre 1971   |                 |
| 29 | Take Away (Part 2)                  |                 | 9 novembre 1971   |                 |
| 30 | Who Were You With? (Part 1)         |                 | 15 novembre 1971  |                 |
| 31 | Who Were You With? (Part 2)         |                 | 16 novembre 1971  |                 |
| 32 | Danny Boy's Home (Part 1)           |                 | 22 novembre 1971  |                 |
| 33 | Danny Boy's Home (Part 2)           |                 | 23 novembre 1971  |                 |
| 34 | Rules of the Game (Part 1)          |                 | 29 novembre 1971  |                 |
| 35 | Rules of the Game (Part 2)          |                 | 30 novembre 1971  |                 |
| 36 | The Wrong Odds (Part 1)             |                 | 6 dicembre 1971   |                 |
| 37 | The Wrong Odds (Part 2)             |                 | 7 dicembre 1971   |                 |
| 38 | The Horse Dealer (Part 1)           |                 | 13 dicembre 1971  |                 |
| 39 | The Horse Dealer (Part 2)           |                 | 14 dicembre 1971  |                 |
| 40 | Collation (Part 1)                  |                 | 20 dicembre 1971  |                 |
| 41 | Collation (Part 2)                  |                 | 21 dicembre 1971  |                 |
| 42 | Last Bus to Newtown                 |                 | 3 gennaio 1972    |                 |
| 43 | Lynch                               |                 | 10 gennaio 1972   |                 |
| 44 | Team Work                           |                 | 17 gennaio 1972   |                 |
| 45 | The Attackers                       |                 | 24 gennaio 1972   |                 |
| 46 | Retirement                          |                 | 31 gennaio 1972   |                 |
| 47 | Promotion                           |                 | 14 febbraio 1972  |                 |
| 48 | Canal                               |                 | 21 febbraio 1972  |                 |
| 49 | Care                                |                 | 22 febbraio 1972  |                 |
| 50 | Week Off                            |                 | 28 febbraio 1972  |                 |
| 51 | Missing                             |                 | 6 marzo 1972      |                 |
| 52 | Quilley                             |                 | 10 aprile 1972    |                 |
| 53 | Tessa in the Woodpile               |                 | 17 aprile 1972    |                 |
| 54 | Keep to Yourself                    |                 | 24 aprile 1972    |                 |
| 55 | Smoke                               |                 | 1º maggio 1972    |                 |
| 56 | Operation Ascalon                   |                 | 8 maggio 1972     |                 |
| 57 | Short Cut                           |                 | 15 maggio 1972    |                 |
| 58 | Haggar                              |                 | 22 maggio 1972    |                 |
| 59 | Playtime                            |                 | 29 maggio 1972    |                 |
| 60 | Sweet Girl                          |                 | 5 giugno 1972     |                 |
| 61 | Access                              |                 | 12 giugno 1972    |                 |
| 62 | Goss                                |                 | 19 giugno 1972    |                 |
| 63 | The Wolf and the Sheep (Part 1)     |                 | 10 luglio 1972    |                 |
| 64 | The Wolf and the Sheep (Part 2)     |                 | 11 luglio 1972    |                 |
| 65 | Forget It (Part 1)                  |                 | 17 luglio 1972    |                 |
| 66 | Forget It (Part 2)                  |                 | 18 luglio 1972    |                 |
| 67 | A Neighbour's Goods (Part 1)        |                 | 24 luglio 1972    |                 |
| 68 | A Neighbour's Goods (Part 2)        |                 | 25 luglio 1972    |                 |
| 69 | Loyalties (Part 1)                  |                 | 31 luglio 1972    |                 |
| 70 | Loyalties (Part 2)                  |                 | 1º agosto 1972    |                 |
| 71 | Relative Values (Part 1)            |                 | 7 agosto 1972     |                 |
| 72 | Relative Values (Part 2)            |                 | 8 agosto 1972     |                 |
| 73 | Not Good Enough (Part 1)            |                 | 14 agosto 1972    |                 |
| 74 | Not Good Enough (Part 2)            |                 | 15 agosto 1972    |                 |
| 75 | Breakage (Part 1)                   |                 | 21 agosto 1972    |                 |
| 76 | Breakage (Part 2)                   |                 | 22 agosto 1972    |                 |